# Condizioni al contorno di Dirichlet
In matematica, una condizione al contorno di Dirichlet, il cui nome è dovuto al matematico Peter Gustav Lejeune Dirichlet (1805–1859), è una particolare condizione al contorno imposta in un'equazione differenziale, ordinaria o alle derivate parziali, che specifica i valori che la soluzione deve assumere su una superficie, per esempio {\displaystyle y=f(\mathbf {r} ,t)}.

## Equazioni differenziali ordinarie
Nel caso delle equazioni differenziali ordinarie nella variabile {\displaystyle y(x)}, se il dominio è definito (del tipo {\displaystyle [a,b]}) le condizioni al contorno di Dirichlet prendono la forma:
{\displaystyle y(a)=\alpha _{1}}
{\displaystyle y(b)=\alpha _{2}}
dove {\displaystyle \alpha _{1}} e {\displaystyle \alpha _{2}} sono dei valori dati dal problema.

## Equazioni differenziali alle derivate parziali
Nel caso di un'equazione differenziale in un dominio {\displaystyle \Omega \subset \mathbb {R} ^{n}}, come ad esempio:
{\displaystyle \nabla ^{2}y+y=0}
in cui {\displaystyle \nabla ^{2}y} denota il Laplaciano di {\displaystyle y}, la condizione prende la forma:
{\displaystyle y(x)=f(x)\quad \forall x\in \partial \Omega }
dove {\displaystyle f} è una funzione nota definita in {\displaystyle \partial \Omega }, che è il contorno del dominio {\displaystyle \Omega }.
Le condizioni al contorno di Dirichlet sono le più semplici da capire, ma esistono molte altre combinazioni possibili, come le condizioni al contorno di Neumann, che impongono dei valori per la derivata della soluzione, o le condizioni al contorno miste (di Robin e Cauchy, che sono combinazioni delle due).

## Il problema dell'elettrostatica nel vuoto
Il problema dell'elettrostatica nel vuoto è risolto dalle condizioni al contorno di Dirichlet nel caso non siano presenti cariche isolate ed il campo elettrostatico sia generato da un insieme di conduttori. In questo caso vale l'equazione di Laplace per il potenziale elettrico:
{\displaystyle \nabla ^{2}V=0}
ponendo come condizione al contorno che il potenziale sia nullo all'infinito ed abbia il valore di {\displaystyle V_{0i}} sulla superficie dei conduttori. A partire dal potenziale in tutto lo spazio, ottenuto risolvendo l'equazione di Laplace, si ricava il campo elettrostatico ed è possibile così determinare le densità di carica superficiali {\displaystyle \sigma _{i}} sui conduttori mediante il teorema di Coulomb. Infine, si può trovare la carica netta totale su tutti i conduttori e i coefficienti di capacità su questi tramite il sistema:
{\displaystyle {\begin{cases}Q_{1}=c_{11}V_{01}+c_{12}V_{02}+\ldots +c_{1n}V_{0n}\\Q_{2}=c_{21}V_{01}+c_{22}V_{02}+\ldots +c_{2n}V_{0n}\\\ldots \\\ldots \\Q_{n}=c_{n1}V_{01}+c_{n2}V_{02}+\ldots +c_{nn}V_{0n}\end{cases}}}